# Christian Heinrich Hecht
Christian Heinrich Hecht (* 16. Juni 1735 in Dresden; † 8. Juli 1801 in Sosa) war ein sächsischer evangelisch-lutherischer Pfarrer und Chronist.

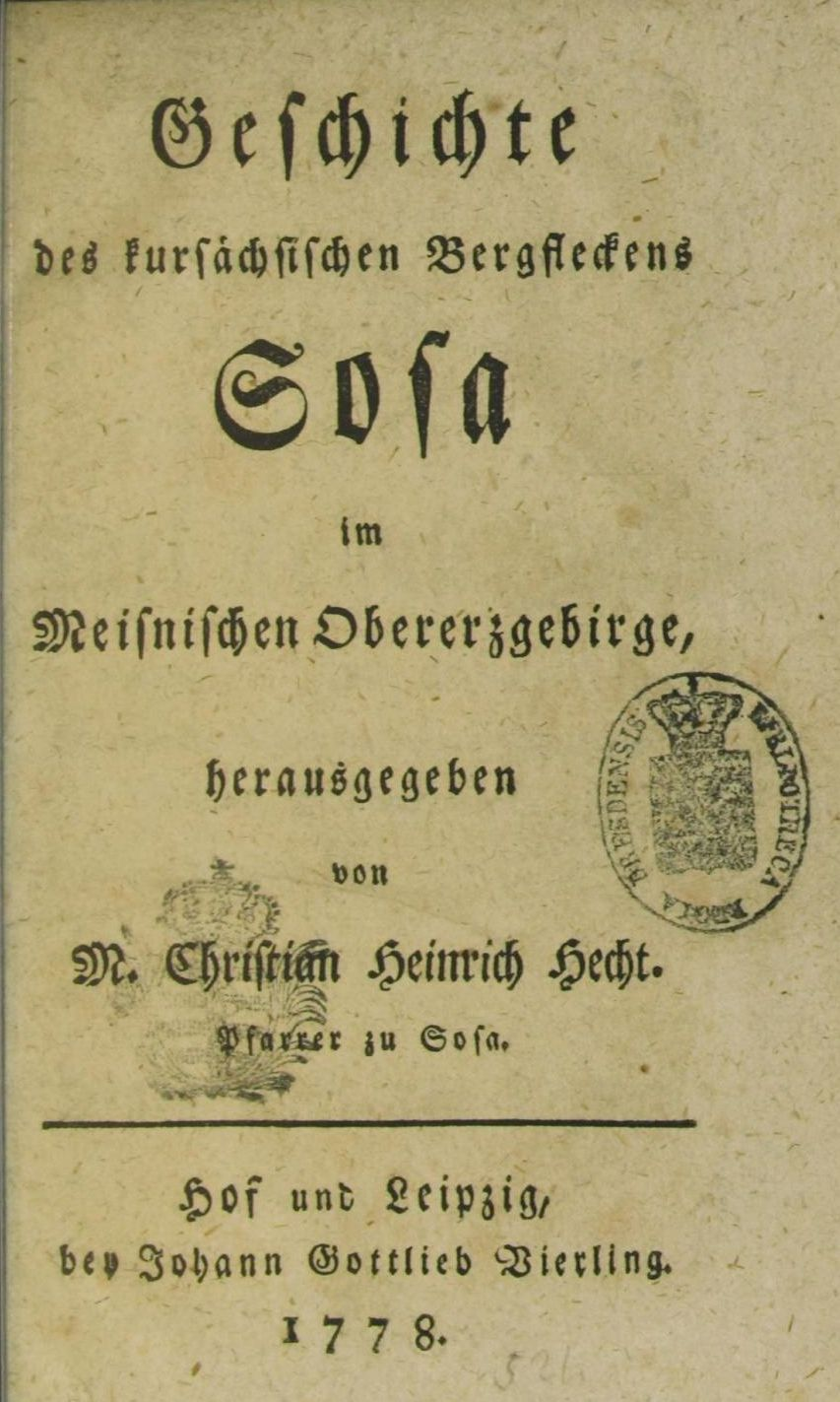
Titelblatt von Hechts Geschichte von Sosa aus dem Jahr 1778

Hecht war der Sohn von Meister Christian Heinrich Hecht, Bürger und Schuhmacher in Dresden und dessen Ehefrau Maria Rosina geborener Schwadelbach. Ab 1744 besuchte er die Kreuzschule, wo er von dem Rektor Johann Christian Schöttgen unter die Kurrendaner aufgenommen wurde. Ab 1757 studierte er an der Universität Wittenberg evangelische Theologie. Nach den gewöhnlichen Prüfungen wurde er 1760 durch das Kirchenratskollegium und das sächsische Oberkonsistorium unter die Kandidaten des heiligen Predigtamtes aufgenommen. Bevor er auf eine Pfarrstelle berufen wurde, war Hecht zunächst als Hauslehrer in Prettin tätig. 1761 wurde ihm in Wittenberg die Magisterwürde verliehen. Von 1767 bis 1772 hielt er sich wiederum in Dresden auf, bevor Hecht im Mai 1772 zum Pfarrer in dem erzgebirgischen Bergdorf Sosa ernannt wurde. Die dortige Pfarrstelle hatte er bis zu seinem Tod 1801 inne.
Hecht war Mitglied der Kursächsischen Gesellschaft der christlichen Liebe und Wissenschaften und seit 1764 Ehrenmitglied der Fürstlich Anhaltischen deutschen Gesellschaft. Seine 1778 verfasste Geschichte von Sosa ist neben der von Georg Körner verfassten Chronik von Bockau eine der ältesten Dorfchroniken des Erzgebirges, wenngleich Walter Fröbe mit der Argumentation, dass Hechts Lebenslauf den breitesten Raum einnimmt, darauf hinwies, dass sie „kaum mehr als der Rahmen zu einer Selbstverherrlichung“ sei.
Hecht war verheiratet mit Christiana Elisabeth Pusch aus Prettin. Einer seiner Söhne, Daniel Friedrich Hecht (1777–1833) war Professor für Mathematik und Bergmaschinenlehre an der Bergakademie Freiberg.

## Werke
- Erneuertes Andenken eines Zeugens der Wahrheit des funfzehenden Jahrhunderts, Franz Zabarella, Kardinals der römischen Kirche und Erzbischofs zu Florenz. 1775. (Digitalisat)
- Diplomatische Geschichte der Kalandbrüderschaft zu Prettin in Kursachsen. Greiz: Sieghart, 1775. (Digitalisat)
- Geschichte des kursächsischen Bergfleckens Sosa im Meisnischen Obererzgebirge. Hof und Leipzig, 1778. (Digitalisat)